# Lothar Cremer

Lizenz für den Betrieb eines Gewerbes

Das damalige Firmenschild

Lothar Cremer (* 16. August 1905 in München; † 16. Oktober 1990 in Miesbach) war ein deutscher Elektrotechniker und Akustiker. Cremer verfasste mehrere Bücher zum Thema Akustik und gilt als einer der führenden Wissenschaftler des 20. Jahrhunderts auf dem Gebiet der Technischen Akustik. Seit 1992 trägt der Nachwuchspreis der Deutschen Gesellschaft für Akustik ihm zu Ehren den Namen Lothar-Cremer-Preis.

## Leben
Lothar Cremer wurde in München, als Sohn von Max Cremer, Professor für Physiologie an der Universität in München, und Mutter Elisabeth, geb. Rothmund, geboren. Er hatte einen acht Jahre älteren Bruder Hubert Cremer (1897–1983) und eine fünf Jahre ältere Schwester Erika Cremer (1900–1996). Hubert Cremer wurde später ordentlicher Professor der Mathematik an der TH Aachen und seine Schwester Professorin für physikalische Chemie an der Universität Innsbruck. Als Cremer sechs Jahre alt war, zog die Familie nach Berlin. Sein Vater wurde dort Professor an der Universität. Am Kriegsende verschlug es Cremer mit seiner Familie nach Sielenbach.
Cremer spielte sehr gut Bratsche und wurde unterrichtet vom Virtuosen Oskar Sala, Trautonium. Er schwankte bei seiner Berufswahl zwischen Berufsmusiker und Ingenieur. Deshalb arbeitete er nach dem Abitur vorübergehend bei der AEG und entschied sich dann für das Studium der Elektrotechnik. 1938 heiratete Cremer im Freiburger Münster. Der Ehe entsprossen drei Kinder: Cordula, Michael und Andreas. Michael wurde Professor wie sein Vater.
1930 legte er an der Technischen Hochschule Berlin die Diplom-Prüfung in Elektrotechnik ab. Seine Diplomarbeit Zur Theorie der Frequenzabhängigkeit eines Wechselstromkreises mit Gleichstromgerät und Trockengleichrichter wurde von Franz Heinrich Ollendorff betreut.
1933 folgte die Promotion unter Carl Ramsauer und Erwin Meyer zum Thema Theorie der Schallabsorption in porösen Wänden. 1940 habilitierte er sich an der TH Berlin.
1946 erhielt Lothar Cremer die Genehmigung und Lizenz der amerikanischen Besatzungsmacht, ein Gewerbe als beratender Ingenieur für Schalltechnik im Hochbau in München zu betreiben. Das Unternehmen firmiert heute unter dem Namen Müller-BBM. Es wurde 1958 von Cremer´s Schüler Helmut A. Müller (1930–2015) übernommen und nahm 1962 weitere Partner auf, unter anderem den Schüler von Cremer Manfred Heckl und Leo Beranek (von Bolt, Beranek and Newman, BBN).
Ab 1949 lehrte er in München an der Ludwig-Maximilians-Universität und der Technischen Hochschule. 1951 wurde er außerplanmäßiger Professor. In seiner Münchner Zeit wirkte Cremer unter anderem zum ersten Mal beim Bau eines großen Konzertsaales mit, dem früheren Thronsaal in der zerstörten Münchner Residenz. Dieser Raum – wegen der flandrischen Wandteppiche mit den Taten des Herkules heute als Herkules-Saal bezeichnet – fasst 1200 Personen und war der erste mit frei hängenden Reflektoren.
1954 erhielt Cremer den Ruf an die TU Berlin, wo er ordentlicher Professor und Direktor des neu gegründeten Instituts für Technische Akustik (ITA) wurde. 1960 wurde er außerdem Direktor des Heinrich-Hertz-Instituts. 1970 wurde er zum ordentlichen Mitglied der Göttinger Akademie der Wissenschaften gewählt. 1972 wurde er emeritiert.
1974 erhielt Cremer die Wallace Clement Sabine Medal und 1989 die Gold Medal von der Acoustical Society of America.
Lothar Cremer wurde auf dem Waldfriedhof in Miesbach bestattet.

## Schriften
- Die wissenschaftlichen Grundlagen der Raumakustik. Band 1: Geometrische Raumakustik.
- mit Helmut A. Müller: Die wissenschaftlichen Grundlagen der Raumakustik. Band 1: Wellentheoretische Raumakustik. Band 2: Statistische Raumakustik.
- Die wissenschaftlichen Grundlagen der Raumakustik. Band III: Wellentheorethische Raumakustik. Physik und Technik der Gegenwart.
- Physik der Geige. Hirzel, Stuttgart.